# Scottish FA Cup 1936/37
Der Scottish FA Cup wurde 1936/37 zum 59. Mal ausgespielt. Der wichtigste Fußball-Pokalwettbewerb im schottischen Vereinsfußball wurde vom Schottischen Fußballverband geleitet und ausgetragen. Er begann am 23. Januar 1937 und endete mit dem Finale am 24. April 1937 im Hampden Park von Glasgow. Als Titelverteidiger starteten die Glasgow Rangers in den Wettbewerb, die im Finale des Vorjahres gegen Third Lanark gewannen. Die Rangers schieden bereits in der 1. Runde gegen Queen of the South aus. Im diesjährigen Endspiel um den Schottischen Pokal standen sich Celtic Glasgow und der FC Aberdeen gegenüber. Für Celtic war es das insgesamt 21. Endspiel seit 1889 im schottischen Pokal. Der FC Aberdeen erreichte zum ersten Mal in der Vereinsgeschichte das Finale. Die Bhoys gewannen das Endspiel mit 2:1, und damit den 15. Titel. Mit 147.365 Zuschauern wurde ein offizieller Rekord bei einem Vereinsspiel im Fußball erzielt. In der Meisterschaft gewannen die  Rangers den Titel vor den Dons und Celts. 

## 1. Runde
Ausgetragen wurden die Begegnungen zwischen dem 23. Januar und 6. Februar 1937. Die Wiederholungsspiele fanden zwischen dem 30. Januar und 10. Februar 1937 statt.
|                      | Ergebnis |                         |
| -------------------- | -------- | ----------------------- |
| FC Larbert           | 1:3      | FC Solway Star          |
| FC Moorpark          | 1:7      | Hamilton Academical     |
| Murrayfield Amateurs | 3:3      | Greenock Morton         |
| FC Aberdeen          | 6:0      | FC Inverness Thistle    |
| Airdrieonians FC     | 3:1      | Dundee United           |
| Ayr United           | 0:2      | Partick Thistle         |
| FC Babcock & Wilcox  | 0:1      | FC Inverness Caledonian |
| FC Bo’ness           | 0:6      | FC Cowdenbeath          |
| FC Clyde             | 8:0      | FC Vale Ocuba           |
| FC Dalbeattie Star   | 1:2      | FC Queen’s Park         |
| FC Dumbarton         | 3:1      | FC Keith                |
| FC Falkirk           | 6:0      | Peebles Rovers          |
| Heart of Midlothian  | 3:1      | FC St. Bernard’s        |
| FC Kilmarnock        | 1:2      | Brechin City            |
| FC Montrose          | 1:1      | Third Lanark            |
| FC Motherwell        | 3:1      | FC Galston              |
| Queen of the South   | 1:0      | Glasgow Rangers         |
| FC St. Mirren        | 4:0      | FC Beith                |
| FC Stenhousemuir     | 1:1      | Celtic Glasgow          |
| Alloa Athletic       | 2:5      | Hibernian Edinburgh     |
| FC Dundee            | 4:1      | FC East Stirlingshire   |
| Dunfermline Athletic | 0:0      | FC Arbroath             |
| Leith Athletic       | 4:4      | Albion Rovers           |
| Raith Rovers         | 0:5      | FC St. Johnstone        |
| Edinburgh City       | 2:5      | FC Duns                 |
| FC King’s Park       | 1:1      | Elgin City              |

### Wiederholungsspiele
|                 | Ergebnis  |                      |
| --------------- | --------- | -------------------- |
| Greenock Morton | 6:1       | Murrayfield Amateurs |
| Celtic Glasgow  | 2:0       | FC Stenhousemuir     |
| Third Lanark    | 5:0       | FC Montrose          |
| Albion Rovers   | 5:3       | Leith Athletic       |
| FC Arbroath     | 1:0       | Dunfermline Athletic |
| Elgin City      | 3:4 n. V. | FC King’s Park       |

## 2. Runde
Ausgetragen wurden die Begegnungen am 13. Februar 1937.  
|                         | Ergebnis |                     |
| ----------------------- | -------- | ------------------- |
| FC Aberdeen             | 4:2      | Third Lanark        |
| Albion Rovers           | 2:5      | Celtic Glasgow      |
| FC Clyde                | 3:1      | FC St. Johnstone    |
| FC Cowdenbeath          | 9:1      | FC Solway Star      |
| FC Dundee               | 2:0      | FC Queen’s Park     |
| FC Duns                 | 2:1      | FC Dumbarton        |
| FC Falkirk              | 0:3      | FC Motherwell       |
| Hamilton Academical     | 2:1      | Hibernian Edinburgh |
| Heart of Midlothian     | 15:0     | FC King’s Park      |
| FC Inverness Caledonian | 1:6      | FC East Fife        |
| Partick Thistle         | 4:1      | FC Arbroath         |
| Queen of the South      | 2:0      | Airdrieonians FC    |
| FC St. Mirren           | 1:0      | Brechin City        |
| Greenock Morton         | bye      |                     |

## Achtelfinale
Ausgetragen wurden die Begegnungen zwischen dem 27. Februar und 10. März 1937. Die Wiederholungsspiele fanden am 3. März 1937 statt.  
|                     | Ergebnis |                     |
| ------------------- | -------- | ------------------- |
| FC Clyde            | 0:0      | FC Dundee           |
| FC East Fife        | 0:3      | Celtic Glasgow      |
| Greenock Morton     | 1:1      | Partick Thistle     |
| FC St. Mirren       | 1:0      | FC Cowdenbeath      |
| Hamilton Academical | 2:1      | Heart of Midlothian |
| FC Duns             | 2:5      | FC Motherwell       |
| FC Aberdeen         | bye      |                     |
| Queen of the South  | bye      |                     |

### Wiederholungsspiele
|                 | Ergebnis |                 |
| --------------- | -------- | --------------- |
| FC Dundee       | 0:1      | FC Clyde        |
| Partick Thistle | 1:2      | Greenock Morton |

## Viertelfinale
Ausgetragen wurden die Begegnungen am 13. und 17. März 1937. Das Wiederholungsspiel fand am 24. März 1937 statt.
|                     | Ergebnis |                    |
| ------------------- | -------- | ------------------ |
| Greenock Morton     | 4:1      | Queen of the South |
| FC St. Mirren       | 0:3      | FC Clyde           |
| Celtic Glasgow      | 4:4      | FC Motherwell      |
| Hamilton Academical | 1:2      | FC Aberdeen        |

### Wiederholungsspiel
|               | Ergebnis |                |
| ------------- | -------- | -------------- |
| FC Motherwell | 1:2      | Celtic Glasgow |

## Halbfinale
Ausgetragen wurden die Begegnungen am 3. April 1937.
|                | Ergebnis |                 |
| -------------- | -------- | --------------- |
| FC Aberdeen    | *2:0 *   | Greenock Morton |
| Celtic Glasgow | *2:0 **  | FC Clyde        |

## Finale
| Celtic Glasgow                           | Celtic Glasgow | FC Aberdeen | FC Aberdeen |
| ---------------------------------------- | --- | --- | ----------- |
| Celtic Glasgow                           | \| Finale \| \| 24. April 1937 in Glasgow (Hampden Park) \| \| Ergebnis: 2:1 (1:1) \| \| Zuschauer: 147.365 \| \| Schiedsrichter: M.C. Hutton \| \| Spielbericht \|                    | \| Finale \| \| 24. April 1937 in Glasgow (Hampden Park) \| \| Ergebnis: 2:1 (1:1) \| \| Zuschauer: 147.365 \| \| Schiedsrichter: M.C. Hutton \| \| Spielbericht \|                             | FC Aberdeen |
| Celtic Glasgow                           | Joe Kennaway – Bobby Hogg, John Morrison, Chic Geatons, Willie Lyon, George Paterson, Jimmy Delaney, Willie Buchan, Jimmy McGrory, Johnny Crum, Frank Murphy Cheftrainer: Willie Maley | George Johnstone – Willie Cooper, Bob Temple, Frank Dunlop, Eddie Falloon, George Thomson, Jackie Beynon, Johnny McKenzie, Matt Armstrong, Willie Mills, Johnny Lang Cheftrainer: Paddy Travers | FC Aberdeen |
| Celtic Glasgow                           | 1:0 Johnny Crum (11.) 2:1 Willie Buchan (72.) | 1:1 Matt Armstrong (12.) | FC Aberdeen |
| Finale                                   | | |             |
| 24. April 1937 in Glasgow (Hampden Park) | | |             |
| Ergebnis: 2:1 (1:1)                      | | |             |
| Zuschauer: 147.365                       | | |             |
| Schiedsrichter: M.C. Hutton              | | |             |
| Spielbericht                             | | |             |